# Capetoxotus rugosus
Capetoxotus rugosus är en skalbaggsart som beskrevs av Friedrich F. Tippmann 1959. Capetoxotus rugosus ingår i släktet Capetoxotus och familjen långhorningar. Inga underarter finns listade i Catalogue of Life.